# Stadtmuseum Burgdorf
Das Stadtmuseum Burgdorf, auch schlicht Stadtmuseum genannt, fungiert sowohl als Museum wie auch kulturelles Zentrum der Stadt Burgdorf, Region Hannover. In dem 1983 restaurierten, denkmalgeschützten Ackerbürgerhaus aus dem 17. Jahrhundert in der Schmiedestraße 6 werden wechselnde Ausstellungen und Veranstaltungen organisiert, die jährlich mehr als 20.000 Besucher wahrnehmen.
Der Verkehrs- und Verschönerungs-Verein (VVV), seit 1998 Freier Träger des in städtischem Eigentum stehenden historischen Fachwerkhauses, legt den Schwerpunkt seines Angebotes auf wechselnde Ausstellungen zur Stadt- und Kulturgeschichte. Aus den umfangreichen Beständen von der Ur- und Frühgeschichte bis zur Gegenwart sowie Exponaten der Volkskunde organisiert der Verein in einem Raum wechselnde Schauen zu einzelnen Zeitabschnitten im Spiegel der Landesgeschichte.
Ein weiterer Raum ist der überregional bedeutenden Sammlung von Zinnfiguren vorbehalten, die in wechselnden Zusammenstellungen gezeigt werden, und dient zudem für ein bundesweites beachtetes Sammlertreffen.
Im Stadtmuseum werden regelmäßig stadtgeschichtliche Vorträge und Gespräche, Lesungen, Diaschauen, Konzerte, Kleinkunstveranstaltungen und Talkshows dargeboten.
Der Förderverein Stadtmuseum tritt zudem als Herausgeber ortshistorischer Schriften auf.

## Denkmalgeschütztes Gebäude
Das frühere Ackerbürgerhaus Schmiedestraße 6 liegt im nordwestlichen Bereich des historischen Ortskerns von Burgdorf und wurde mehrfach umgebaut. Das zweigeschossige Fachwerkgebäude unter einem Krüppelwalmdach wurde nach dem Stadtbrand von 1809 zu einer Stellmacherei umgebaut und nach der Sanierung 1983 zum heutigen Stadtmuseum. Das Landesamt für Denkmalpflege hat dazu festgestellt, dass an seiner Erhaltung aufgrund seiner geschichtlichen Bedeutung für die Orts- und Siedlungsgeschichte sowie aufgrund seiner städtebaulichen Bedeutung als Bau mit prägendem Einfluss auf das Ortsbild ein öffentliches Interesse besteht.